# Leichtathletik-Europameisterschaften 1978/4 × 100 m der Frauen

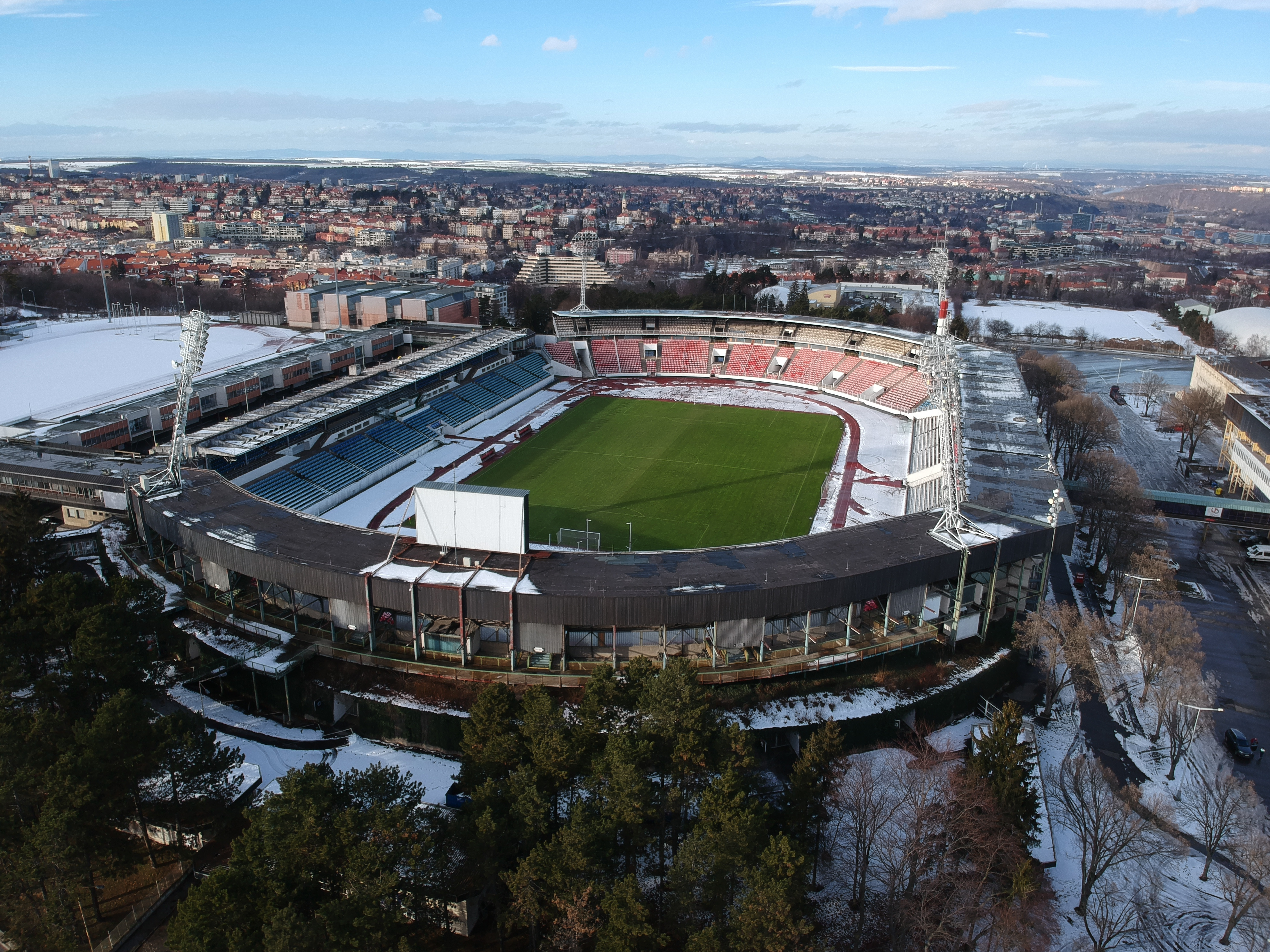
Das Stadion Evžena Rošického von Prag im Jahr 2009

Die 4-mal-100-Meter-Staffel der Frauen bei den Leichtathletik-Europameisterschaften 1978 wurde am 2. und 3. September 1978 im Stadion Evžena Rošického von Prag ausgetragen.
Europameister wurde die Sowjetunion in der Besetzung Wera Anissimowa, Ljudmila Maslakowa, Ljudmila Kondratjewa und Ljudmila Storoschkowa.
Den zweiten Platz belegte Großbritannien mit Beverley Goddard, Kathy Smallwood, Sharon Colyear und Sonia Lannaman.
Bronze ging an die DDR (Johanna Klier, Monika Hamann, Carla Bodendorf, Marlies Göhr).

## Bestehende Rekorde
| Weltrekord           | 42,27 s | DDR (Johanna Klier, Monika Hamann, Carla Bodendorf, Marlies Göhr)      | Potsdam, DDR (heute Deutschland) | 19. August 1978   |
| Europarekord         | 42,27 s | DDR (Johanna Klier, Monika Hamann, Carla Bodendorf, Marlies Göhr)      | Potsdam, DDR (heute Deutschland) | 19. August 1978   |
| Meisterschaftsrekord | 42,51 s | DDR (Doris Maletzki, Renate Stecher, Christina Heinich, Bärbel Eckert) | EM Rom, Italien                  | 8. September 1974 |

Der bestehende EM-Rekord wurde bei diesen Europameisterschaften nicht erreicht. Die schnellste Zeit erzielte Europameister Sowjetunion im Finale mit 42,54 s, womit das Quartett nur drei Hundertstelsekunden über dem Rekord blieb. Zum Welt- und Europarekord fehlten der Staffel 27 Hundertstelsekunden.

## Vorrunde
2. September 1978, 17:40 Uhr
Die Vorrunde wurde in zwei Läufen durchgeführt. Die ersten vier Staffeln pro Lauf – hellblau unterlegt – qualifizierten sich für das Finale.

### Vorlauf 1
| Platz | Staffel    | Besetzung                                                         | Zeit (s) |
| ----- | ---------- | ----------------------------------------------------------------- | -------- |
| 1     | DDR        | Johanna Klier Monika Hamann Carla Bodendorf Marlies Göhr          | 43,05    |
| 2     | Frankreich | Véronique Grandrieux Annie Alize Chantal Réga Raymonde Naigre     | 43,78    |
| 3     | Bulgarien  | Sofka Popowa Liljana Iwankowa Zdrawka Schipokliewa Iwanka Walkowa | 43,97    |
| 4     | Polen      | Grażyna Rabsztyn Zofia Bielczyk Jolanta Stalmach Irena Szewińska  | 44,20    |
| 5     | Italien    | Adriana Carli Paola Bolognesi Marisa Masullo Laura Miano          | 44,95    |

### Vorlauf 2
| Platz | Staffel          | Besetzung                                                                     | Zeit (s) |
| ----- | ---------------- | ----------------------------------------------------------------------------- | -------- |
| 1     | Sowjetunion      | Wera Anissimowa Ljudmila Maslakowa Ljudmila Kondratjewa Ljudmila Storoschkowa | 43,35    |
| 2     | Großbritannien   | Beverley Goddard Kathy Smallwood Sharon Colyear Sonia Lannaman                | 43,90    |
| 3     | Schweden         | Linda Haglund Helena Pihl Jeanette Rangeby Lena Möller                        | 44,31    |
| 4     | BR Deutschland   | Elvira Possekel Dagmar Schenten Claudia Steger Petra Sharp                    | 44,59    |
| 5     | Tschechoslowakei | Daniela Drinková Dana Široká Zdena Holanová Ludmila Jimramovská               | 45,03    |

## Finale

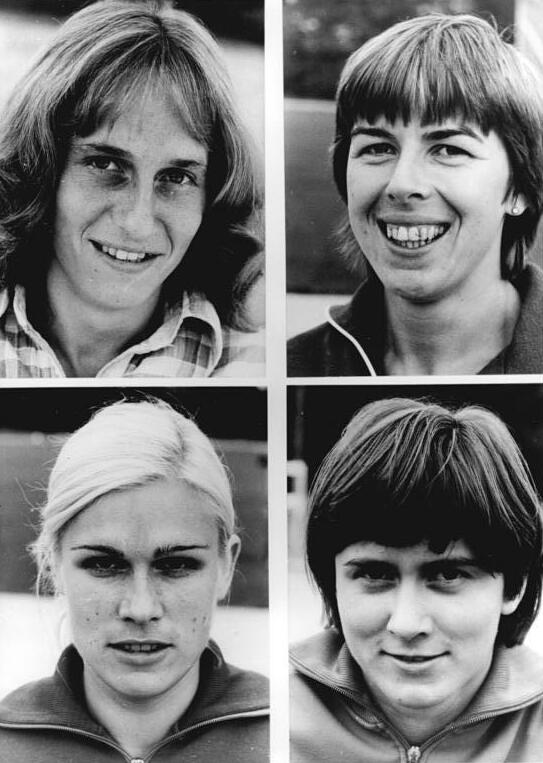
Die drittplatzierte DDR-Staffel (v. l. n. r.): Johanna Klier, Monika Hamann, Carla Bodendorf, Marlies Göhr

3. September 1978, 17:25 Uhr
| Platz | Staffel        | Besetzung                                                                     | Zeit (s) |
| ----- | -------------- | ----------------------------------------------------------------------------- | -------- |
| 1     | Sowjetunion    | Wera Anissimowa Ljudmila Maslakowa Ljudmila Kondratjewa Ljudmila Storoschkowa | 42,54    |
| 2     | Großbritannien | Beverley Goddard Kathy Smallwood Sharon Colyear Sonia Lannaman                | 42,72    |
| 3     | DDR            | Johanna Klier Monika Hamann Carla Bodendorf Marlies Göhr                      | 43,07    |
| 4     | Bulgarien      | Sofka Popowa Liljana Iwankowa Zdrawka Schipokliewa Iwanka Walkowa             | 43,47    |
| 5     | Polen          | Grażyna Rabsztyn Zofia Bielczyk Jolanta Stalmach Irena Szewińska              | 43,83    |
| 6     | BR Deutschland | Elvira Possekel Dagmar Schenten Claudia Steger Petra Sharp                    | 44,34    |
| 7     | Schweden       | Linda Haglund Helena Pihl Jeanette Rangeby Lena Möller                        | 44,37    |
| DNF   | Frankreich     | Véronique Grandrieux Annie Alize Chantal Réga Raymonde Naigre                 |          |